# Dům čp. 332 (Kamenický Šenov)
9. května čp. 332 je patrový měšťanský dům s mansardovou střechou, zděným přízemím a roubeným patrem v ulici 9. května (dříve Alleestrasse) číslo popisné 332 v Kamenickém Šenově. Objekt pochází z roku 1835 a jeho podoba je pro první polovinu 19. století a město Kamenický Šenov typická. Kvalitně provedené kamenické prvky výzdoby pískovcového portálu kolem vstupních dveří byly ovlivněny barokní tradicí a dokreslují ostatní klasicistní prvky výzdoby domu. Objekt požívá státní památkové ochrany od 20. ledna 1965.

## Popis
Popis některých detailů objektu, ale hlavně pak vnitřní dispozice domu je k roku 1935, kdy jej zachytil Harry Palme.

### Dispozice areálu
Dům si nechal v roce 1835 postavit kamenickošenovský obchodník Carl Conrath a nemovitost byla navržena a používána především jako obchod firmy Josef Conrath a spol. Přízemí hlavní obdélné patrové budovy (I) bylo zhotoveno z kamenného zdiva. Na něm bylo zbudováno horní poschodí ze dřeva. Budova byla zakončena mansardovou střechou, krytou podle popisu po roce 1948 eternitem. Trámy horního patra hlavní budovy (I) byly po celém obvodu domu pobity prostým prkenným obložením, které bylo z minimálně tří stran budovy později omítnuto. Areál objektu se vyznačoval velkými skladovacími kapacitami. Byla zde samostatná dřevěná patrová skladiště (III) a (V), přiléhající k severovýchodní podélné stěně domu (I). Obě tyto skladištní budovy byly zvnějšku obloženy prkny a veškerá jejich okna v přízemí i v patře (kam se chodilo po vnitřních dřevěných schodištích) byla proti vniknutí nepovolaných osob chráněna železnými mřížemi. Skladiště (III) bylo s hlavní budovou (I) spojeno dřevěnou chodbou (II) a obdobná dřevěná chodba (IV) vedla ze skladištní budovy (III) do nejvzdálenějšího skladiště (V).

### Podélné průčelí hlavní budovy (I)
Podélné průčelí hlavní budovy (I) orientované jihozápadním směrem disponuje osmi okenními osami, ve třetí ose zleva jsou zakomponovány vstupní dveře do objektu. Do budovy se vchází z ulice 9. května po nevysokém kamenném otevřeném schodišti (strohé kovové trubkové zábradlí je vetknuto do čelní fasády.) Dveře do domu jsou zdůrazněny pískovcovým portálem s půleliptickým nadpražím. Okna těsně přiléhající zleva i zprava k portálu (ve 2. a 4. okenní ose) jsou chráněna ozdobnými mřížemi, mají stroze profilovanou parapetní římsu a jsou od ostatních oken v přízemí oddělena širokými hladkými pilastry s nevýraznými obdélnými patkami a s ozdobnými hlavicemi končícími na úrovni profilované mezipatrové římsy. (Mezipatrová profilovaná římsa obkružuje celý objekt.) Nároží domu na úrovni přízemí je opticky zdůrazněno kvádrovou bosáží (armováním). Veškerá okna zděného přízemí v průčelí hlavní budovy (I) jsou po obvodě (kromě dolní, parapetní strany) dekorována jednoduchým neširokým štukovým pásováním.[zdroj?]

### Vchodová výzdoba
K domovním dveřím v přízemí (v podélné stěně objektu orientované do ulice 9. května) stoupá nevysoké otevřené schodiště s několika málo schody. Vnější fasáda domu obsahuje ve 3. okenní ose zleva dvoukřídlé dřevěné domovní dveře, které jsou v přízemí obkrouženy masivním zdobným pískovcovým portálem. Jeho vertikálním základem jsou rostlinnými motivy (květinovým dekorem) ozdobené pilastry (levý a pravý) přerušené asi ve dvou třetinách výšky od podlahy krátkými římsami. Obě tyto římsičky mezi pilastry jsou spojeny masivním půleliptickým po obvodě plasticky dekorovaným obloukem nadpraží. Vnitřek tohoto oblouku je vyplněn opakujícími se identickými motivy listoví. Vchodové dřevěné dveře mají horní hranu tvarovanou do půlelipsy, která zapadá do dolní hrany nadpražního oblouku. V nejvyšším bodě nadpraží se nachází klenák v dolní části s motivem květu s mnohočetnými okvětními plátky. Nad výše uvedeným portálem se nachází profilovaná nadedveřní římsa s prohnutou střední částí, do níž zasahuje horní část klenáku se stylizovaným jednoduchým květinovým motivem ve tvaru pěticípé hvězdy. Horní třetiny obou vchodových pilastrů (v oblasti od římsiček po nadedveřní římsu) nesou identický motiv květu s mnohočetnými okvětními plátky, který je shodný s výzdobou v dolní části klenáku.[zdroj?]

### Ostatní strany hlavní budovy (I), krucifix
Jihovýchodní boční štítová stěna domu disponuje třemi okenními osami, okna v přízemí i v patře prostřední okenní osy jsou zaslepena (zazděna). Štít v podkroví je zděný (nebo alespoň omítnutý), vybaven dvojicí oken. Severozápadní boční štítová stěna objektu má ve zděném omítnutém přízemí tři okenní osy, ve svisle bedněném a lištami pobitém dřevěném patře jsou jen dvě okenní osy s tím, že každé z obdélných oken je jinak široké (jedno okno je dvojdílné, druhé trojdílné). Štít v podkroví je dřevěný, plechem pobitý s jedním trojdílným oknem.[zdroj?]
Nedaleko od vchodu do hlavní budovy (I) stojí kamenný sloupek s litinovým krucifixem. (Je dobře patrný i na historických fotografiích domu čp. 332 z roku 1913.) Místní občanský spolek SONOW jej nechal v letech 2013 až 2014 zrestaurovat, ale v roce 2015 byl při autonehodě v ulici 9. května sloupek s krucifixem poničen. V následujícím roce (2016) byl však opět obnoven.

### Vnitřek domu

#### Přízemí
Do hlavní budovy (I) se vstupovalo po otevřeném schodišti z ulice 9. května dvoukřídlými domovními dveřmi (A) s pískovcovým portálovým vchodem. První místností po vstupu do budovy byla předsíň (B) jejíž strop byl tvořen valenou klenbou. (Ostatní místnosti ve zděném přízemí domu ale už měly ploché stropy.) Z předsíně (B) bylo možno vstoupit po levé straně do obdélné prodejny (C) a odtud pak dále do komůrky (D). Na pravé straně předsíně (B) byl vchod do místnosti, která se využívala jako prostorná balírna (E) a odtud byl pak vstup do menší místnosti užívané jako manipulační světnička (F). Dále se v přízemí nacházelo ještě skladiště (H); malý prostor označený na plánku jako (G) byla černá kuchyně. Do prvního poschodí vedlo z předsíně (B) dřevěné schodiště (J).

#### První patro
Po dřevěných schodech (J) se vystoupalo do prvního patra hlavní budovy (I). Z předsíně (K) v patře byl přímý vstup do místností (O), (P) a (L) a po schodech (Q) bylo možno vystoupat do velkého dvoupodlažního podkroví, které se také používalo jako sklad. Z místnosti (L) byl vstup do výstavního prostoru (M) a odtud pak také do dalšího výstavního prostoru (N) v rohové místnosti. Zbylé pokoje (O), (P) a (L) většinou obýval správce objektu (mezi jinými také i Wenzel Walter).[zdroj?]

Dům v ulici 9. května čp. 332 v Kamenickém Šenově
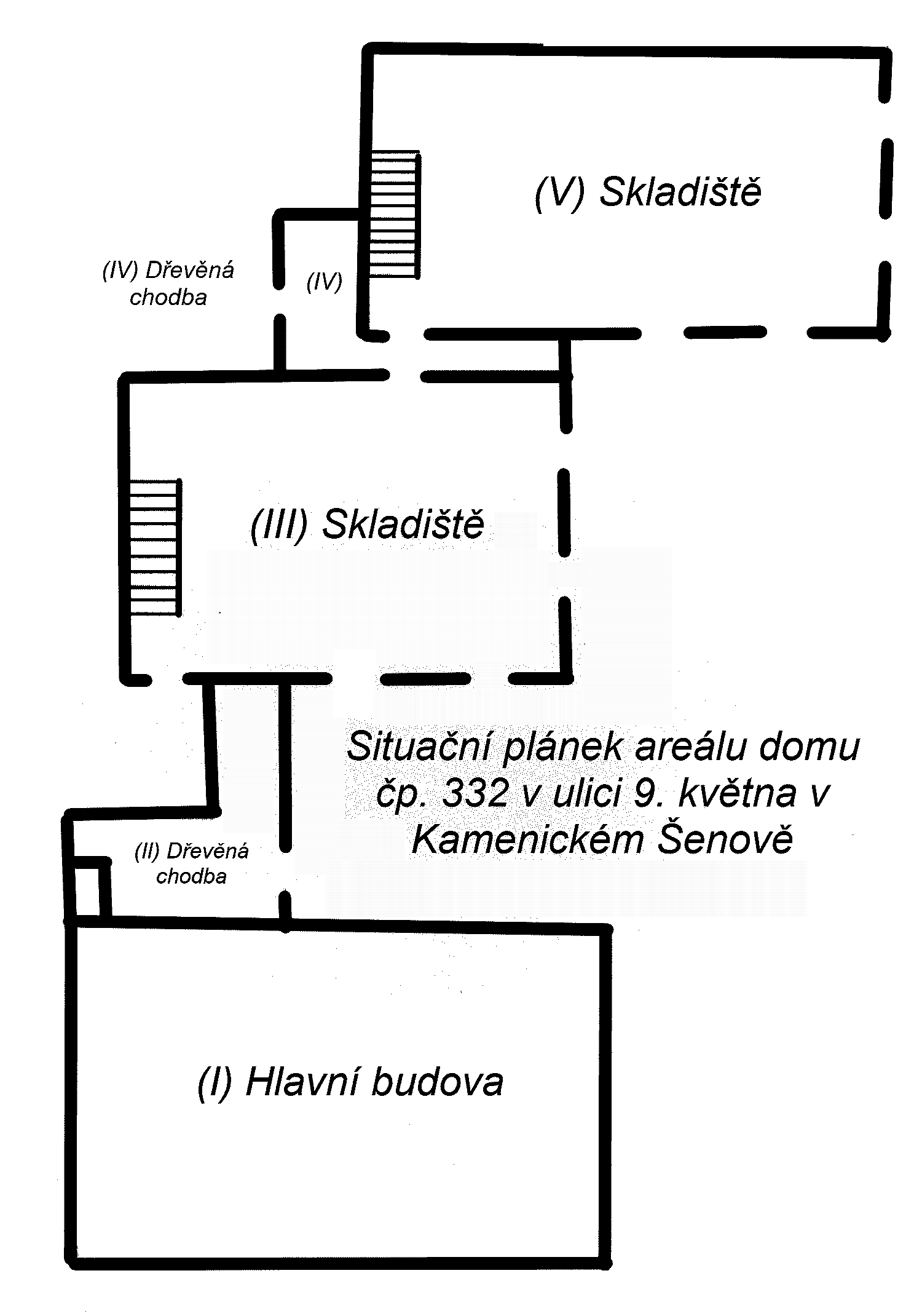
Celkový situační plánek areálu domu
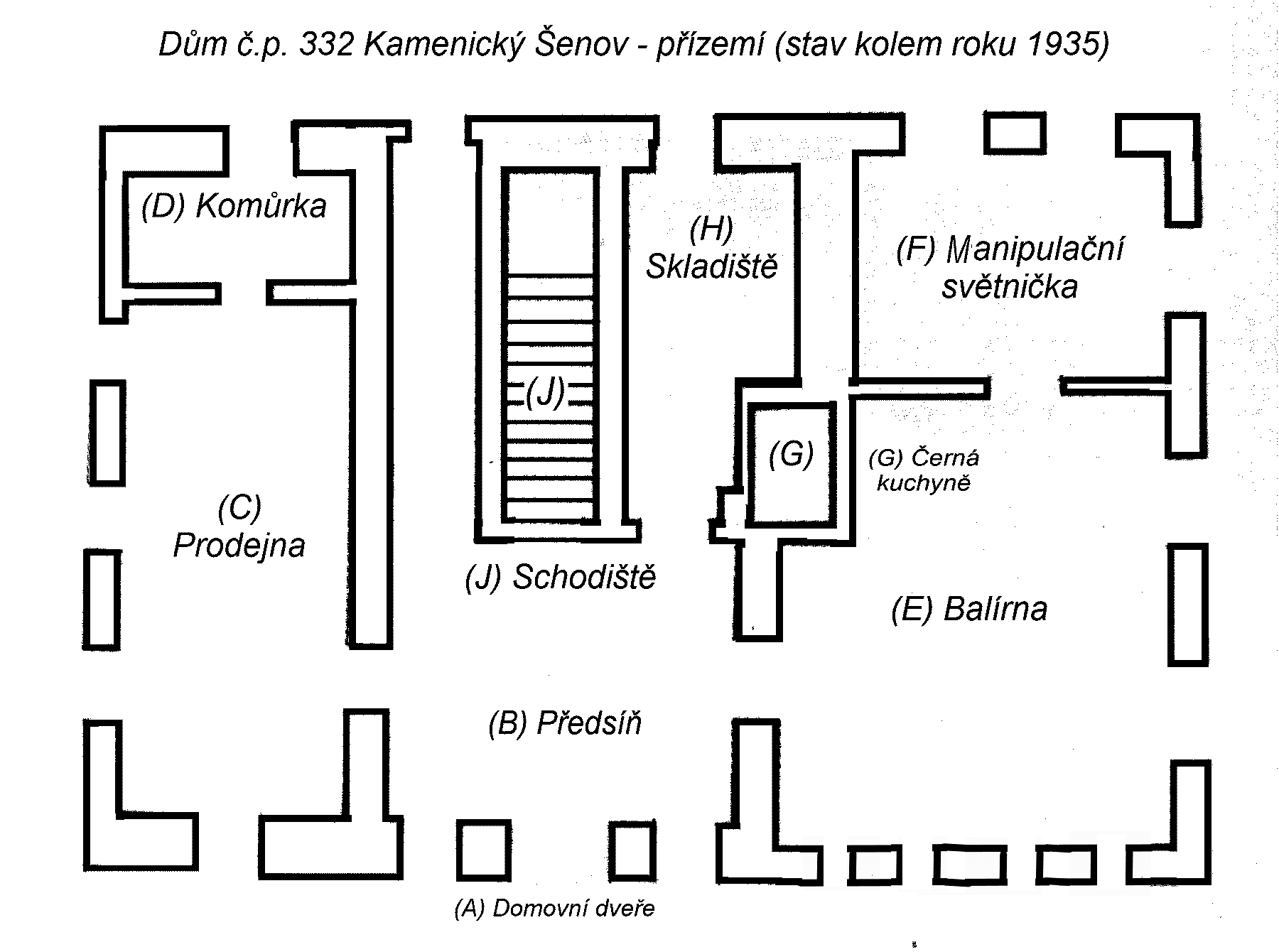
Přízemí hlavní budovy (I)
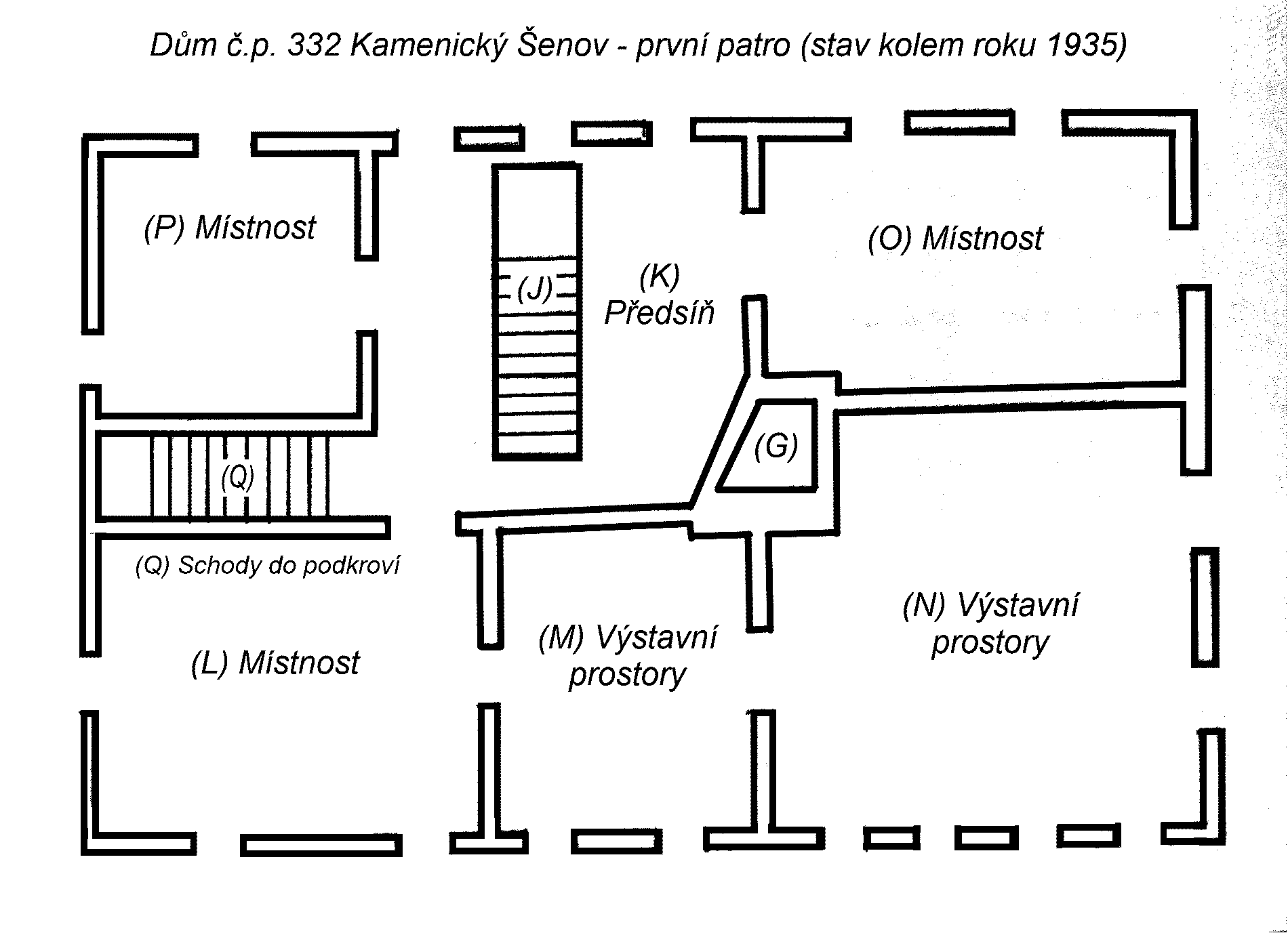
Patro hlavní budovy (I)

## Wenzel Walter

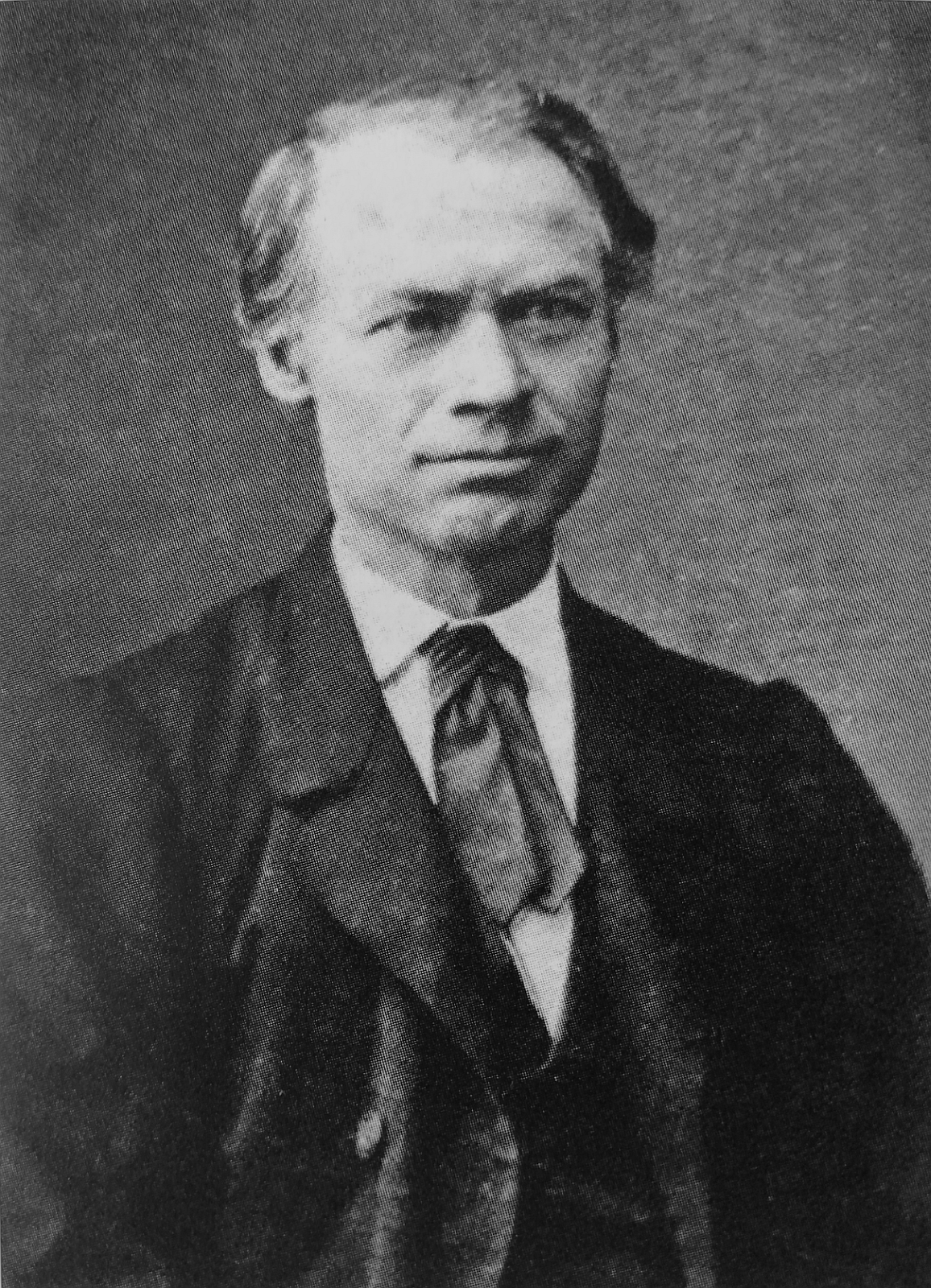
Wenzel Walter

Wenzel Walter (25. ledna 1813 – 16. srpna 1883) se vyučil tkalcem. Ve svých 12 letech odešel do Prysku. V létě vyráběl šindele, v zimě pracoval na tkalcovském stavu. Později vykonával funkci obchodního komisaře u firmy Josef Conrath a spol. v Kamenickém Šenově. Po svatbě s Wilhelminou rozenou Zahnovou (* 26. června 1818) mu firma přidělila správcovský byt v horním poschodí obchodního domu č.p. 332 v Kamenickém Šenově. Jak se rodina Wenzela Waltera rozrůstala (mezi léty 1841 až 1856 měl celkem 8 dětí, z toho 7 synů), jeho „čilí synové narušovali pořádek v účtech“ firmy, až musel zasáhnout ředitel firmy Emanuel Conrath, který v roce 1850 zakoupil pro Walterovu rodinu dřevěný dům číslo popisné 229 v kamenickošenovské ulici Rosengasse. Wenzel Walter souhlasil s tím, aby mu firma Josef Conrath a spol. strhávala ze mzdy každý týden určitý obnos jako splátku na tento dům. „Tak přišel Wenzel příjemnou cestou k vlastnímu domu“. Roční plat Wenzela Waltera byl 600 zlatých, později byl navýšen na 1000 zlatých ročně. Po uzavření sklářské hutě v Českých Milovech na Vysočině, kterou firma Josef Conrath a spol. provozovala, bylo nutno velké dodávky výrobků ze skla z hutě urychleně odvézt do skladu v Kamenickém Šenově. Výrobků bylo hodně i vlivem sníženého odbytu a Wenzel Walter byl pověřen nejen jejich převzetím, ale i řádným uložením ve skladu firmy (dům č.p. 332) v Kamenickém Šenově. Firma Josef Conrath a spol. dopravovala svoje zboží každý rok na trh do Brém. K této práci přibrala i Wenzela Waltera, jehož úkolem bylo dopravit zboží na voze do Brém, a tam jej také na trhu prodávat. Pokročilý věk a nepříznivá roční doba způsobily, že se nachladil a i přes úsilí firmy o jeho uzdravení Wenzel Walter v roce 1883 zemřel „na kostnatění hrtanu“.

## Vlastníci objektu (chronologicky)
- Dům nechal postavit Carl Conrath v roce 1835 jako objekt pro obchodní aktivity firmy Josef Conrath a spol.[1]
- Jeho prvním majitelem byl Carl Conrath a po jeho smrti v roce 1850 se dům stal pozůstalostí. Carl Conrath (12. prosince 1803 – 28. července 1850) byl sklářský továrník, vážený občan Kamenického Šenova a vedoucí provozu sklárny v Milovech, kterou měl pronajatu od knížat Thurn–Taxis z Řezna.[p. 5] Po skončení studií nastoupil spolu se svým bratrem Josefem (1800–1853) do rodinného obchodu, který do té doby provozoval jejich otec Josef Conrath (1769–1832). Do rodinného podnikání byli zapojeni i další členové rodu Conrathů: bratr Augusta a bratranec Emanuel (* 1809). Kromě zavádění nových technologických postupů měl jeho obchod na skladě i některé výlučně vlastní produkty, jakými byly výrobky z křišťálové růžové, Anenské žluti či imitace jantaru. Do rodinného podniku se zapojil i syn Carla Conratha (1803–1850) Carl Conrath mladší (1835–1873) a Emanuelův (* 1809) stejnojmenný syn Emanuel Conrath mladší. Carl Conrath mladší (1835–1873) navrhoval zdařilé výrobky ze skla a stal se tak velice důležitým členem rodinného obchodu. Po smrti Carla Conratha mladšího (1835–1873) v roce 1873 ale prosperita rodinné firmy začala postupně upadat. Poslední majitel rodinné firmy Josef Conrath podnikání ukončil a dům čp. 332 přešel v roce 1913 do vlastnictví Hermanna Grohmanna.[1]

- V roce 1872 vlastnila tento objekt firma Josef Conrath a spol.[1]

- Emanuel, Clementine a Sophie Conrathovi figurovali jako vlastníci domu v katastru nemovitostí od roku 1881.[1]

- Jedinou vlastnicí nemovitosti se v roce 1888 stala Clementine Conrathová.[1]

- Franz Josef Conrath se stal vlastníkem domu v roce 1895.[1]

- Trojice majitelů: Marie Kittelová, Luise Rücklová a Oscar Conrath jsou uvedeni v roce 1910 coby další v řadě vlastníků objektu.[1]

- Hermann Grohmann zakoupil nemovitost v roce 1913 a poté, co provedl přestavbu vnějších stran domu (viditelných z ulice 9. května) v objektu provozoval svoji rafinerii skla.[1]

## Galerie

Dům v ulici 9. května čp. 332 v Kamenickém Šenově na dobových snímcích
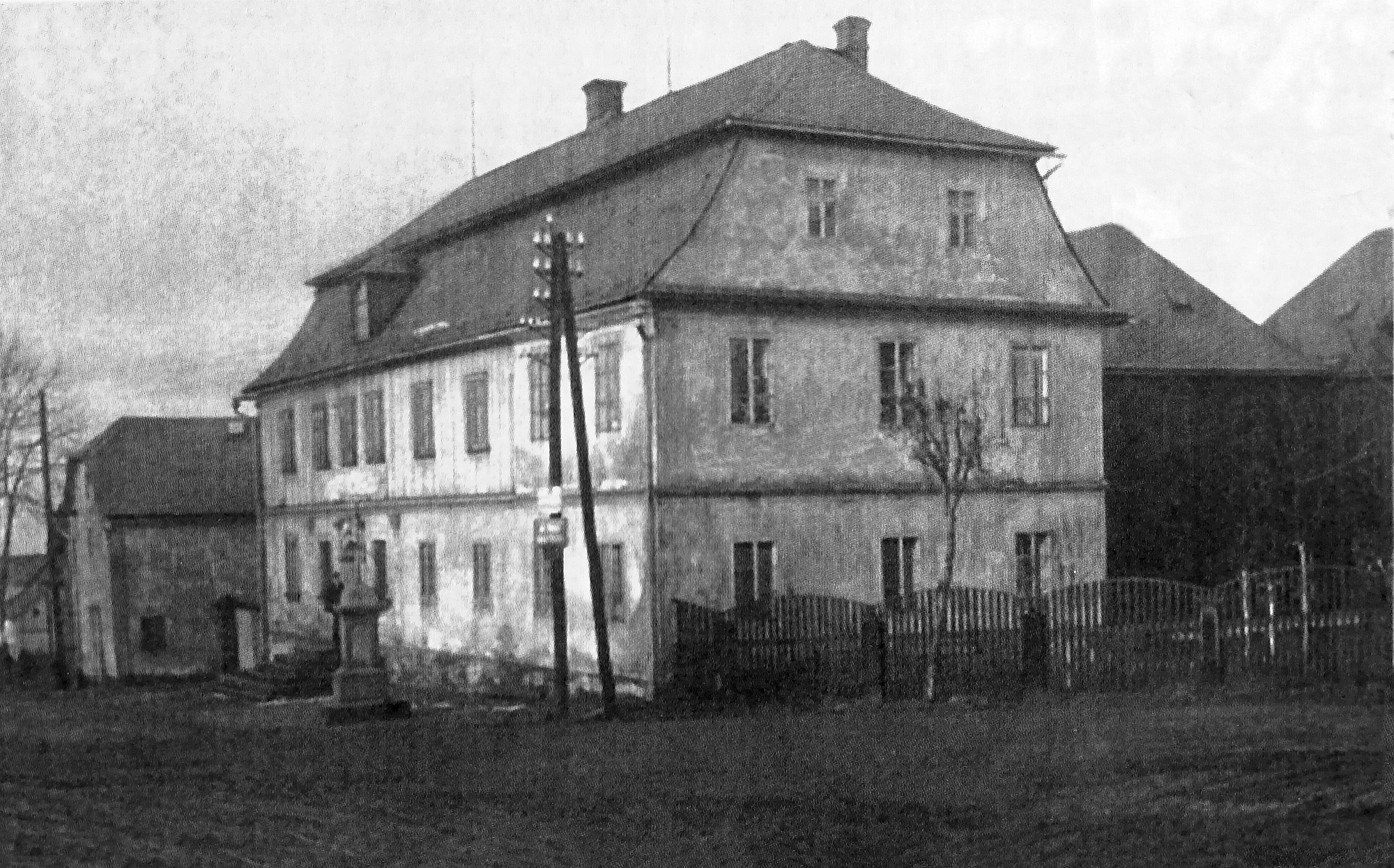
Pohled na dům z Alleestrasse (kolem roku 1913)
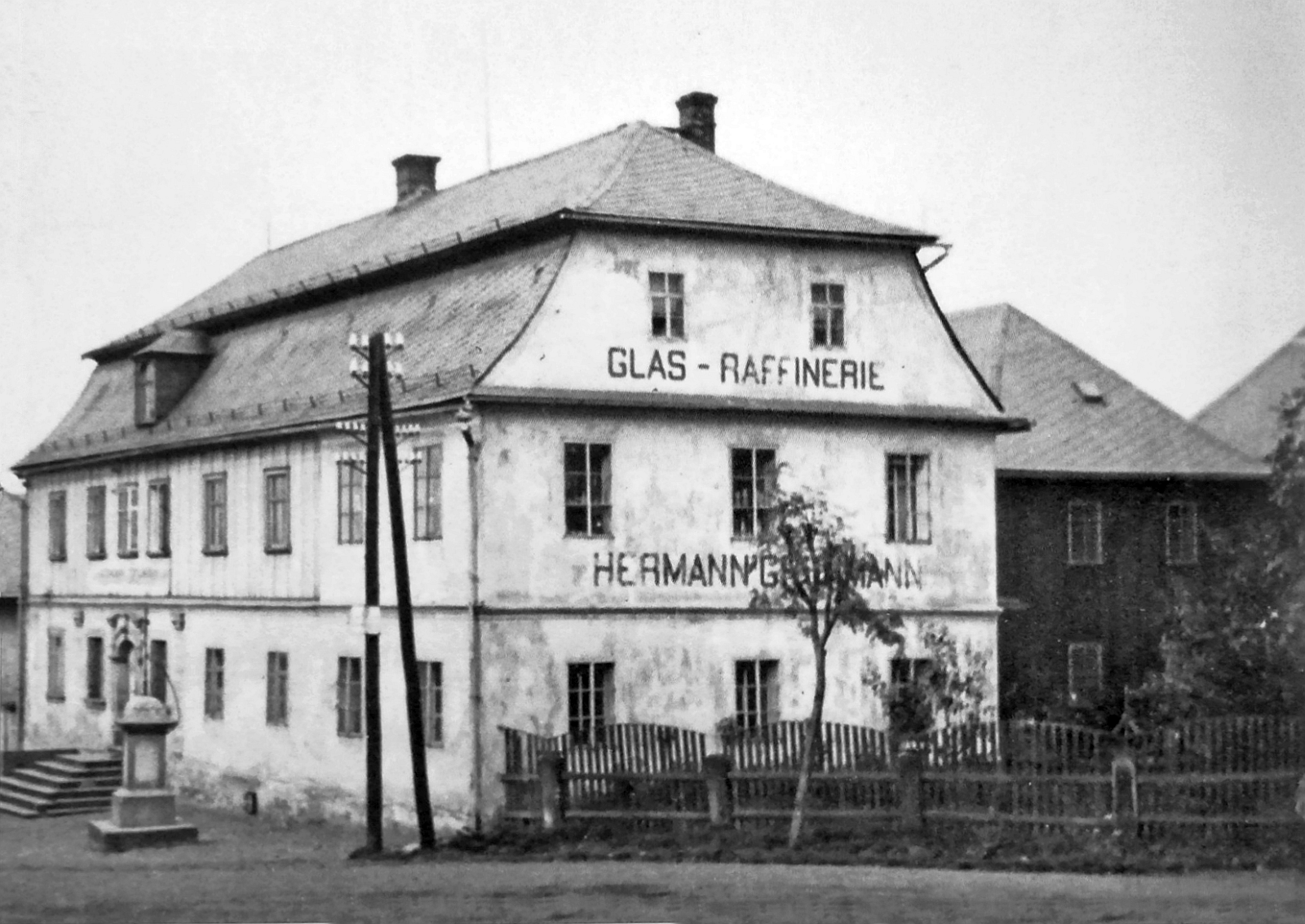
Pohled na dům z Alleestrasse (kolem roku 1914)
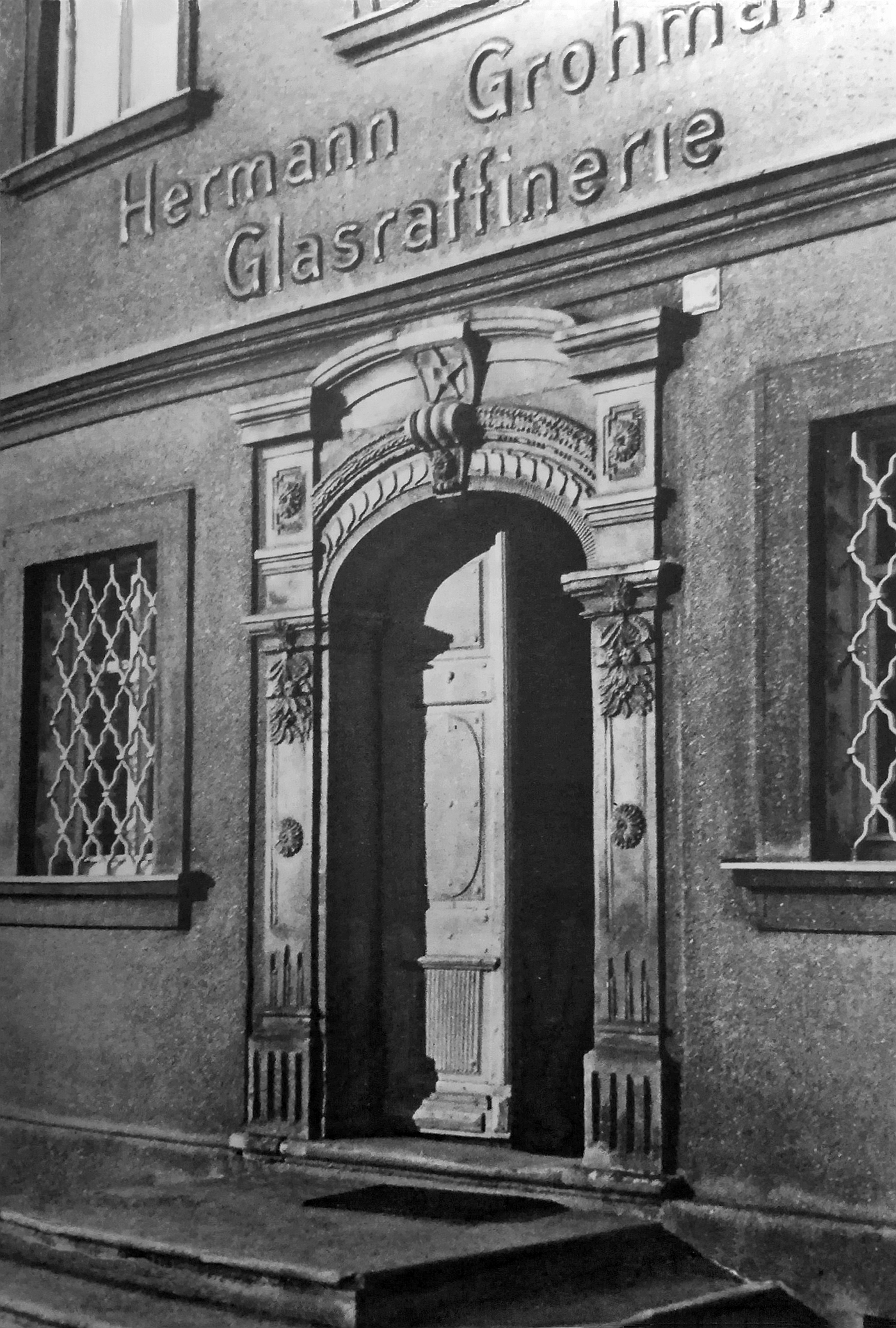
Detail vchodu se vstupním portálem (rok 1934)
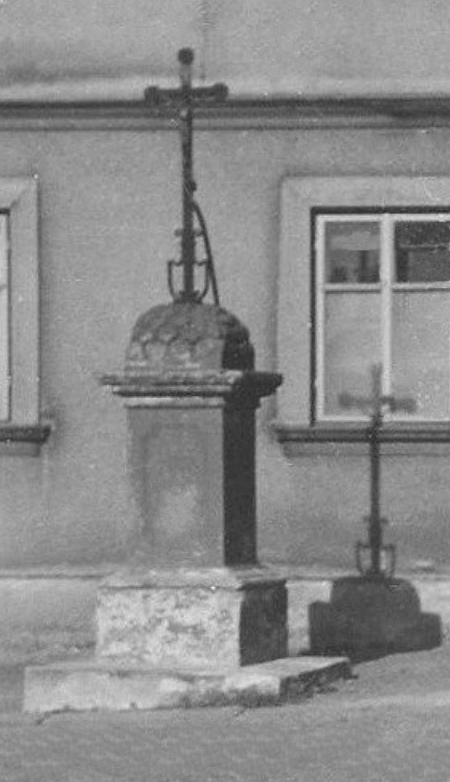
Kamenný sloupek s krucifixem (kolem roku 1930)

Dům v ulici 9. května čp. 332 v Kamenickém Šenově
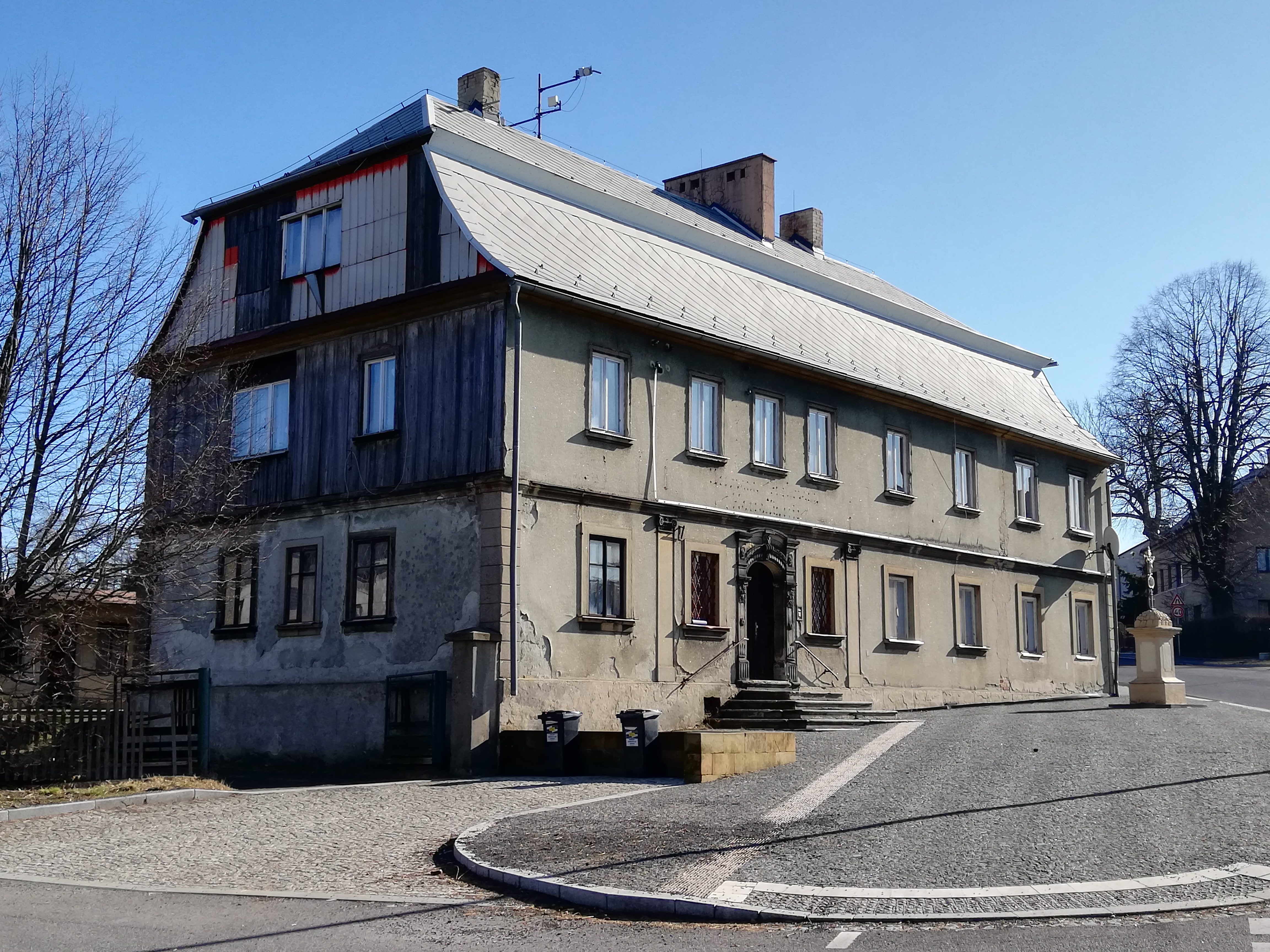
Pohled na dům z křižovatky ulic 9. května a Boženy Němcové (jihozápadní štítová stěna)
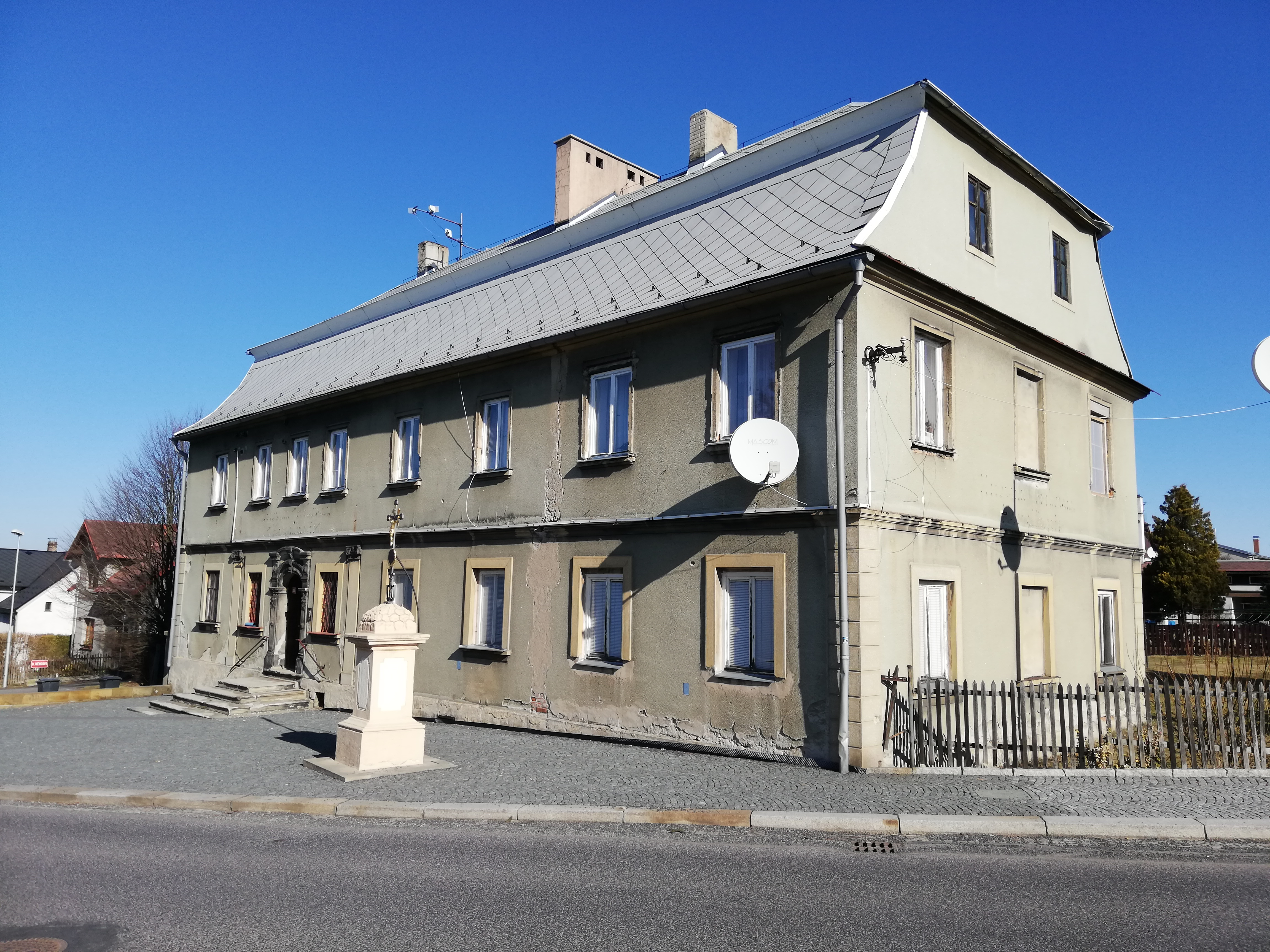
Pohled na dům z ulice 9. května (jihovýchodní štítová stěna)
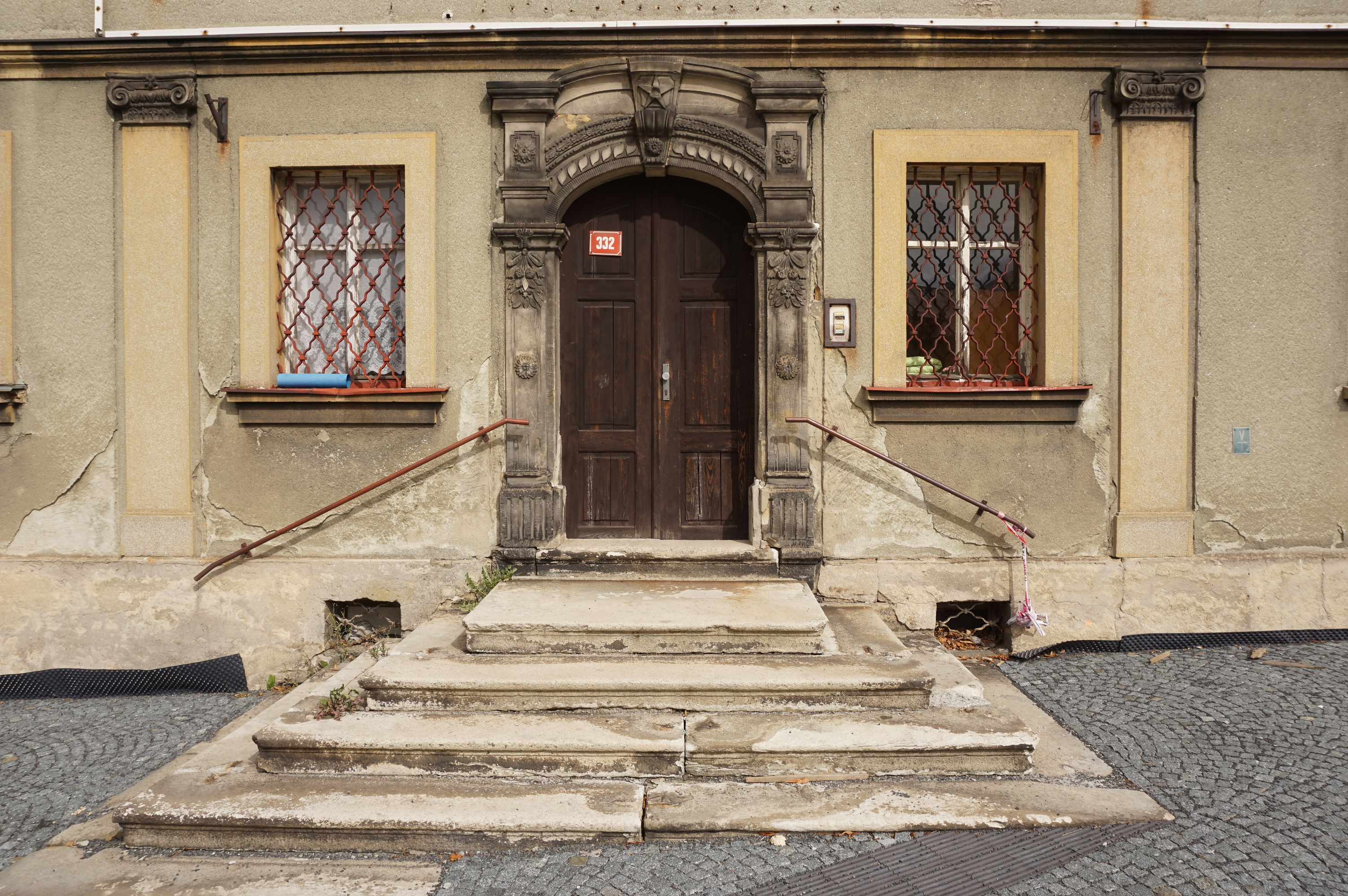
Detail vstupních dveří s portálem a schodištěm (rok 2018)
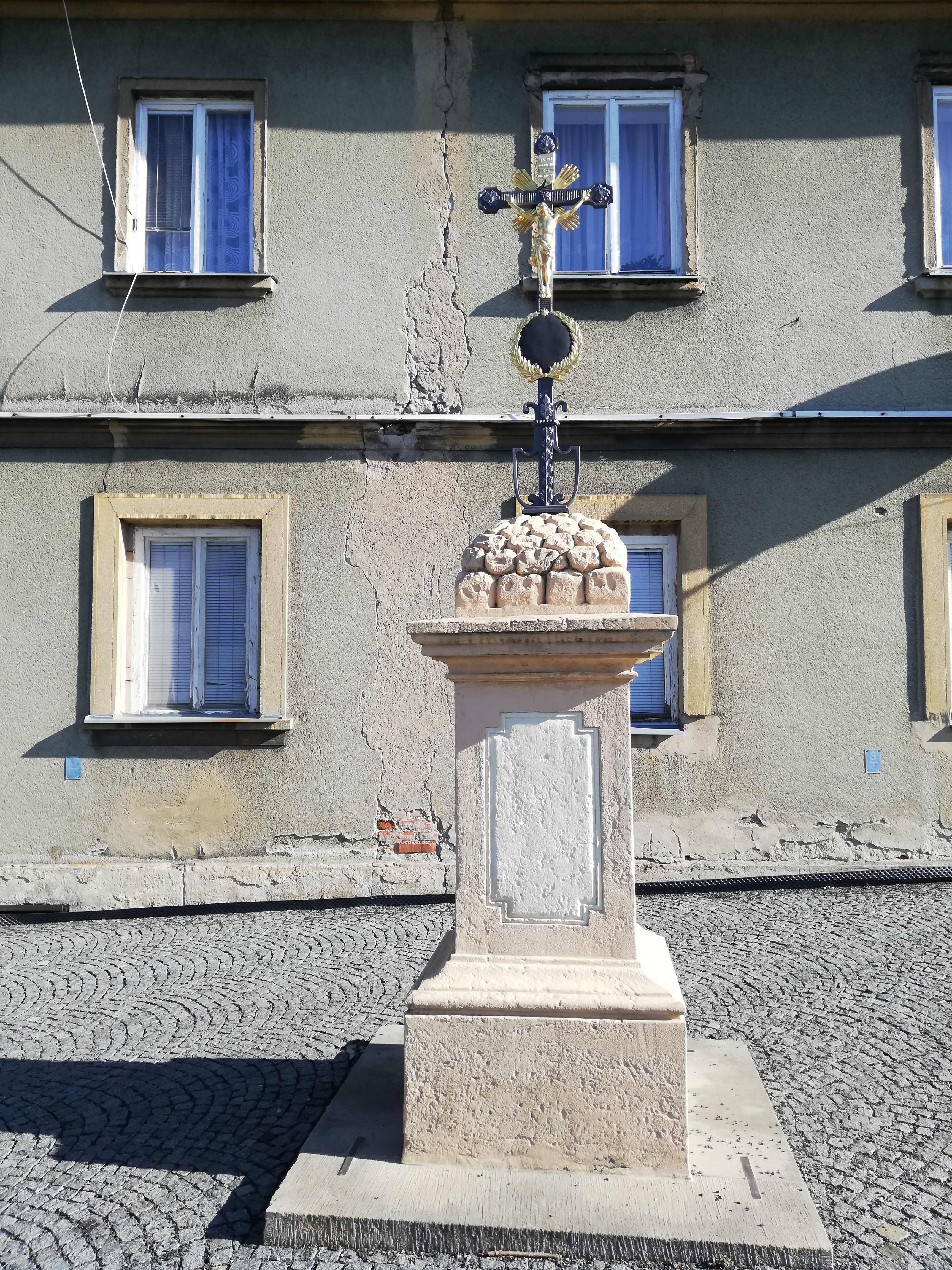
Detail kamenného sloupku s litinovým krucifixem před objektem (rok 2022)